# Friedenskirche (Bad Liebenstein)

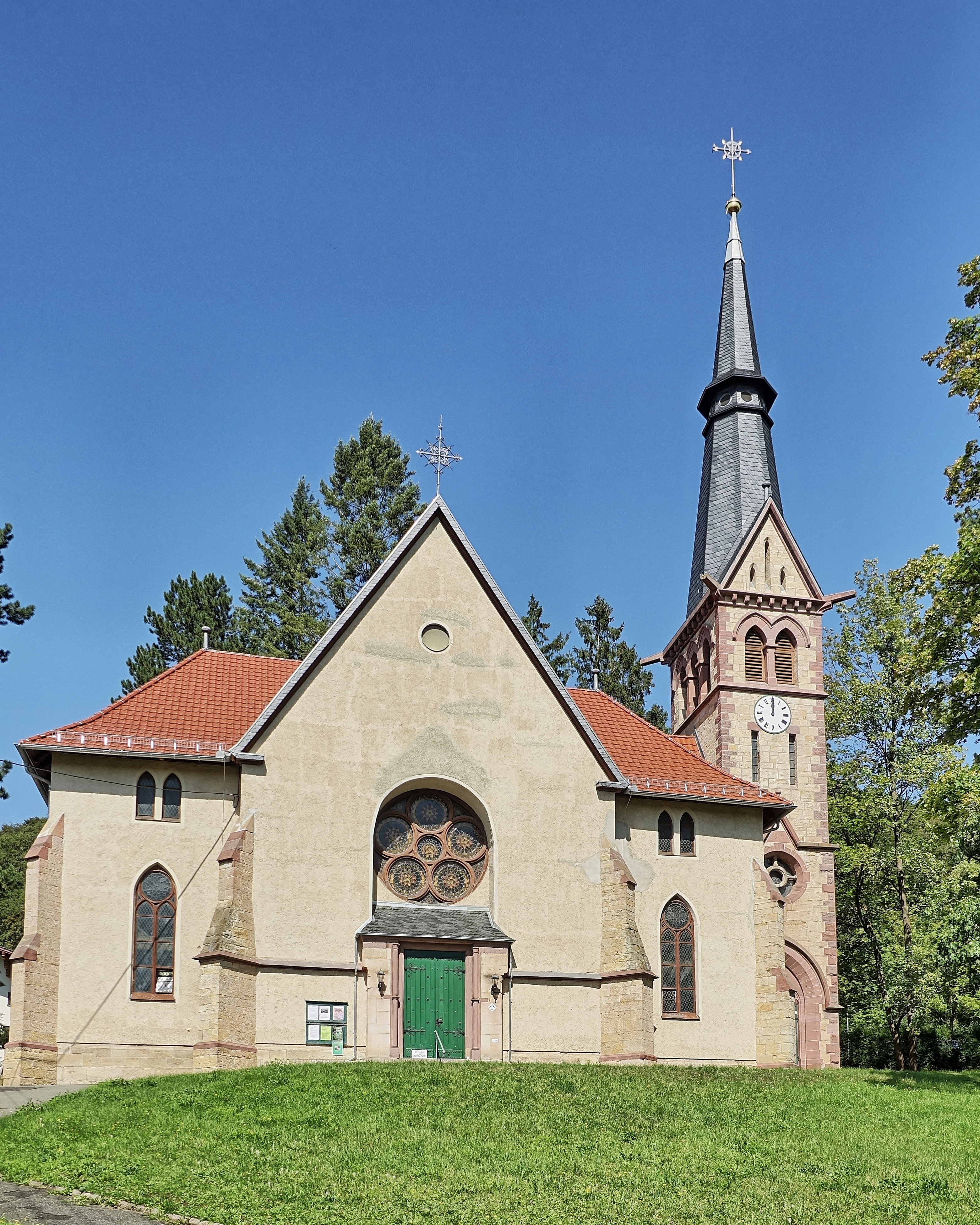
Die Friedenskirche von Südwest (2023)

Die evangelisch-lutherische Friedenskirche, auch Sophienkirche genannt, steht in Bad Liebenstein im Wartburgkreis in Thüringen.
Die Kirchengemeinde der Friedenskirche gehört zum Kirchenkreis Bad Salzungen-Dermbach der Evangelischen Kirche in Mitteldeutschland.

## Geschichte
Die erste evangelische Kirche wurde vom ersten Herzog von Sachsen-Meiningen, Bernhard I., erbaut, wahrscheinlich hatte aber bereits sein Vater Ernst der Fromme damit begonnen. Am 21. September 1684 wurde in dem damaligen kleinen Ort Grumbach eine kleine Dorfkirche eingeweiht, die auch für Sauerbrunnen gedacht war. Heute steht dort ein Kriegsdenkmal. Die Baufälligkeit dieser kleinen Dorfkirche und die Entwicklung der früheren beiden Dörfer zu einem Kurort nach dem Rückkauf der Herrschaft Liebenstein durch Herzog Georg I. von Sachsen-Meiningen gaben den Ausschlag für einen Kirchenneubau. Am 18. August 1822 wurde die neue Kirche eingeweiht. Doch bereits 50 Jahre nach dem Neubau wurden ernsthafte Schäden festgestellt. Nach jahrelangen Verhandlungen um die Rettung der Kirche begann die Sanierung des Baus. Charlotte von Preußen hatte sich entschieden für das Kirchengebäude eingesetzt. Im Jahr 1906 wurde die Kirchengemeinde selbstständig.

## Baubeschreibung

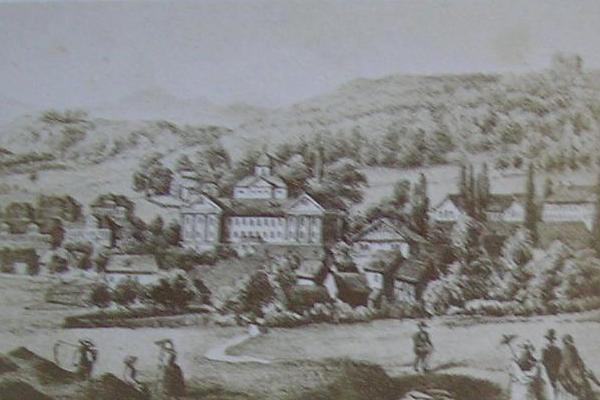
Kirche vor dem Umbau hinter dem Kurheim Charlotte

Die Fachwerkkirche von 1822 war im klassizistischen Baustil gebaut. Sie wurde 1892 durch Eduard Fritze zu einer neugotischen Kirche umgebaut. Der quergelagerte, verputzte Fachwerkbau erhielt an Stelle des Chorturms eine polygonale Apsis.
Hierbei wurden folgende Baumaßnahmen eingeleitet, die einen Massivbau vortäuschen sollten:
- Der Turm über dem Altar wurde bis zur übrigen Dachhöhe abgetragen.
- An den Ecken des Gebäudes wurden massive Strebepfeiler angebaut.
- Seitlich im Osten wurde ein massiver, neugotischer Kirchturm errichtet.
- Es wurden gotische, spitzbogige Fenster verwendet.
- Über dem Portal wurde eine Fensterrose eingebaut.

Der Innenraum hat eine Flachdecke und doppelte Emporen. Die Bestuhlung ist halbkreisförmig angeordnet, wie ursprünglich auch die Emporen. Altar und Taufstein stammen aus der Erbauungszeit. Am 3. Weihnachtsfeiertag 1892 wurde die Kirche wieder eingeweiht.
Die Kirche erhielt 1955 nach der inneren Modernisierung den Namen Friedenskirche. 1980 wurde die Kirche außen erneuert, 1998 wurde sie innen neu ausgemalt.

## Ausstattung

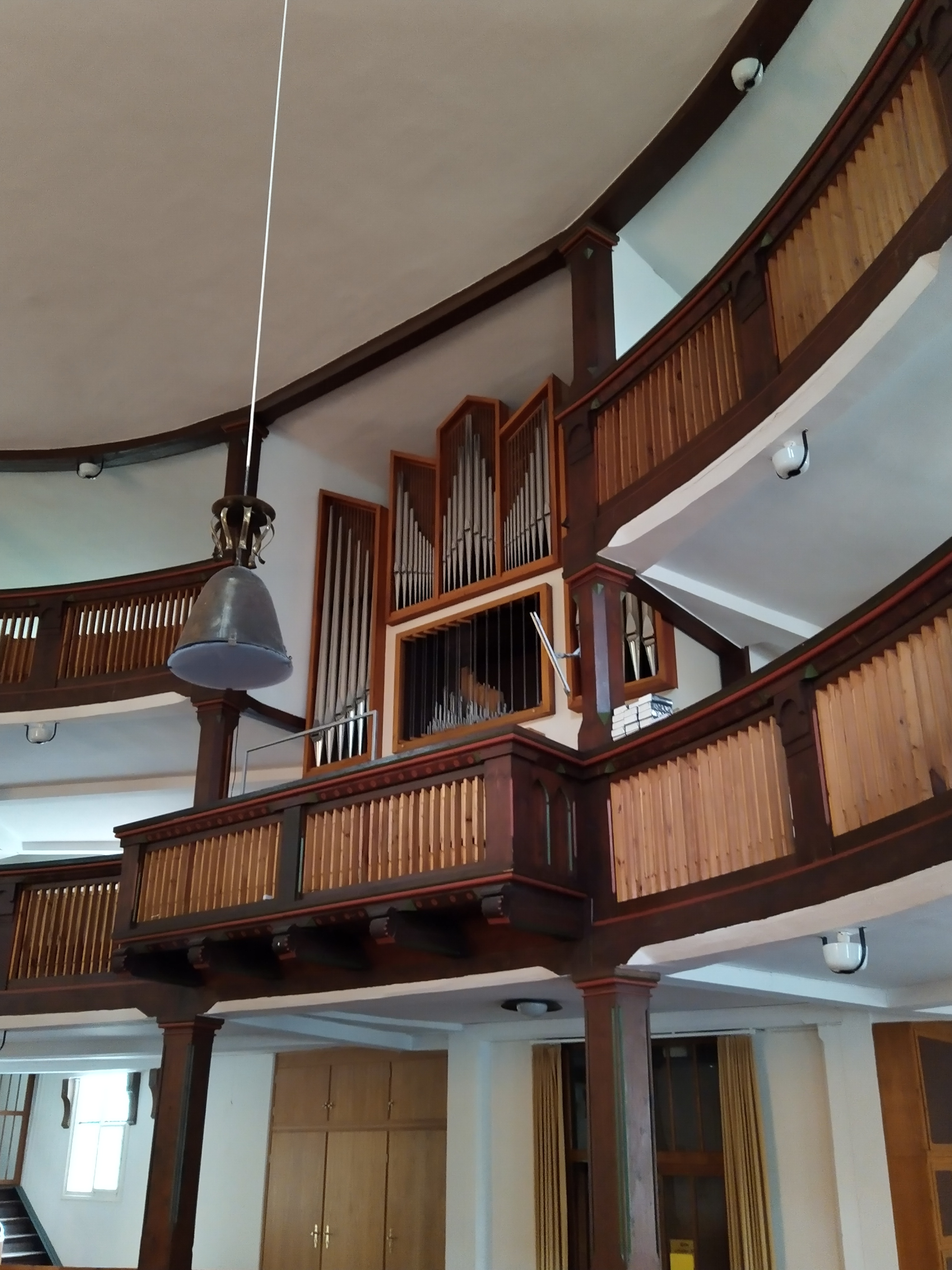
Orgel und Empore (2020)

Neu war, dass die Gemeinde im Halbkreis saß. Altar, Kanzel, Taufbecken und Orgel bildeten eine Einheit. Für die herzogliche Familie war auf der ersten Empore eine Patronatsloge eingebaut.
An der rechten Seitenwand hängt das ehemalige Altarbild. Bis ins Jahr 1952 prägte dieses Bild den Altarraum. Es ist die Darstellung des tröstenden Christus.
Im Innenraum wurden 1955 das Kreuz, der Altarraum und das Kirchengestühl umgestaltet. 1971 wurde eine neue Orgel auf der Empore durch die Jehmlich Orgelbau Dresden eingebaut, 1994 wurde sie generalüberholt.